# Goh Torapa
Goh Torapa är en kulle i Indonesien.   Den ligger i provinsen Aceh, i den västra delen av landet, 1 800 km nordväst om huvudstaden Jakarta. Toppen på Goh Torapa är 88 meter över havet.
Terrängen runt Goh Torapa är varierad. Havet är nära Goh Torapa västerut.Runt Goh Torapa är det ganska tätbefolkat, med 179 invånare per kvadratkilometer. Närmaste större samhälle är Banda Aceh, 8,0 km nordost om Goh Torapa. Trakten runt Goh Torapa består till största delen av jordbruksmark.